# 莫内瓦
莫内瓦，是西班牙阿拉贡自治区萨拉戈萨省的一个市镇。 总面积61平方公里，总人口160人（2001年），人口密度3人/平方公里。